# Amtmannsnes
Amtmannsnes är en tätort i Alta kommun i Finnmark fylke i norra Norge. Orten ligger vid änden av fylkesväg 7964, cirka två kilometer norr om kommunens centralort Alta.